# Fernando Halman
Fernando Martinus Halman (Amsterdam, 22 februari 1981) is een Nederlandse radio-dj en televisiepresentator van Arubaanse afkomst.

## Carrière
Halman is oud-leerling van het Amstellyceum. Hij werkt sinds 2005 bij radiostation FunX, waar hij sinds 2009 de ochtendshow presenteert. Hij werd bekend door zijn deelname aan Hey DJ van BNN. Fernando Halman is de stem van de NPO-jeugdprogrammering Zapp op NPO 3, muziekproducent en beheerder van de site Nandoleaks, waarop nieuwe muziekreleases en interviews met artiesten staan.
In januari 2019 werd de Pop Media Prijs 2018 aan hem toegekend. 
In 2011 had hij een klein rolletje in de Engelstalige actiefilm Amsterdam Heavy, die in mei 2011 in première ging tijdens het Filmfestival van Cannes.
Op 12 december 2024 kreeg Halman de Marconi Oeuvre Award.

## Filmografie

### Radio
- Start met Fernando van FunX (2009 - heden) - Presentator

### Televisie
- Hey DJ (2004) - Finalist[5]
- URBNN(2007-2008) - Muziekexpert[6]
- Zapp (2009-2019) - commentaarstem voor programmareclames
- Max Steel (2013) - Stem van Jefferson Smith
- Hiphop Stars (2020) - Presentator
- De Hiphop Quiz (2024) - Presentator

### Films
- Amsterdam Heavy (2011) - Dealer Denny
- Suriname (2020) - Milton

### Nederlandse nasynchronisatie
- Hotel Transylvania (2012) - Murray de Mummy (Nederlandse nasynchronisatie[7])
- De Smurfen 2 (2013) - Smulsmurf[8]
- Hotel Transylvania 2 (2015) - Murray de Mummy (Nederlandse nasynchronisatie)
- Hotel Transylvania 3: Summer Vacation (2018) - Murray de Mummy (Nederlandse nasynchronisatie)
- Teen Titans Go! To the Movies (2018) - Cyborg (Nederlandse nasynchronisatie)
- Spider-Man: Into the Spider-Verse (2018) - Aaron Davis / Prowler (Nederlandse nasynchronisatie)
- Hotel Transylvania: Transformania (2022) - Murray de Mummy (Nederlandse nasynchronisatie)
- Spider-Man: Across the Spider-Verse (2023) - Aaron Davis (Nederlandse nasynchronisatie)